# IHI Charging Systems International
IHI Charging Systems International GmbH ist eine Tochter der IHI Corporation, Japan.

## Geschichte und Produkte
Das Unternehmen entwickelt, produziert und vertreibt Turbolader. Zur Erfüllung zukünftiger Kraftstoffverbrauchs- und Abgasemissionsregelungen wird das Aufladeaggregat zunehmend in das Motormanagement integriert. Dies erfordert Synergien aus Motoren- und Aufladesystementwicklung.
Fast alle Marken der europäischen Automobilindustrie zählen zu den Kunden des Unternehmens.

## IHI Charging Systems International GmbH in Europa
Der Firmensitz der IHI Charging Systems International GmbH befindet sich seit  Juli 2019 in Ichtershausen, Thüringen. Die Bereiche Forschung und Entwicklung der Independent Aftermarket EMEA befinden sich am Standort Heidelberg.
Der erste Produktionsstandort wurde 1995 als IHI Turbo Italy S.p.A. gegründet und gehört seit 2001 zu 100 % der IHI Charging Systems International GmbH.
Am 22. April 2009 wurde ein neues Produktionswerk in Ichtershausen eröffnet. Am 28. Februar 2019 wurde der Umzug von Geschäftsführung, Projektmanagement und Vertrieb an den Standort Ichtershausen bekannt gegeben.
Am 18. April 2024 wurde bekanntgegeben, dass die 2 Werke in Deutschland geschlossen werden.